# Блейн (Кентуккі)
Блейн (англ. Blaine) — місто (англ. city) в США, в окрузі Лоуренс штату Кентуккі. Населення — 66 осіб (2020).

## Географія
Блейн розташований за координатами 38°1′31″ пн. ш. 82°50′36″ зх. д. / 38.02528° пн. ш. 82.84333° зх. д. (38.025213, -82.843245).  За даними Бюро перепису населення США в 2010 році місто мало площу 0,74 км², з яких 0,73 км² — суходіл та 0,00 км² — водойми.

### Клімат
| Клімат : Блейн        | Клімат : Блейн | Клімат : Блейн | Клімат : Блейн | Клімат : Блейн | Клімат : Блейн | Клімат : Блейн | Клімат : Блейн | Клімат : Блейн | Клімат : Блейн | Клімат : Блейн | Клімат : Блейн | Клімат : Блейн | Клімат : Блейн |
| Показник              | Січ.           | Лют.           | Бер.           | Квіт.          | Трав.          | Черв.          | Лип.           | Серп.          | Вер.           | Жовт.          | Лист.          | Груд.          | Рік            |
| Середній максимум, °C | 5,6            | 7,8            | 13,3           | 20,6           | 25,0           | 28,3           | 30,0           | 30,0           | 26,7           | 21,1           | 13,9           | 8,3            | 19,4           |
| Середній мінімум, °C  | −7,8           | −6,7           | −2,2           | 2,8            | 8,3            | 13,3           | 16,1           | 15,6           | 11,7           | 3,9            | −1,1           | −5             | 3,9            |
| Норма опадів, мм      | 86             | 74             | 102            | 102            | 107            | 89             | 135            | 79             | 89             | 64             | 79             | 91             | 1092           |
| --------------------- | -------------- | -------------- | -------------- | -------------- | -------------- | -------------- | -------------- | -------------- | -------------- | -------------- | -------------- | -------------- | -------------- |
| Джерело: Weatherbase  |                |                |                |                |                |                |                |                |                |                |                |                |                |

## Демографія
Згідно з переписом 2010 року, у місті мешкало 47 осіб у 22 домогосподарствах у складі 12 родин. Густота населення становила 64 особи/км².  Було 31 помешкання (42/км²).
Расовий склад населення:
| - 100,0 % — білих |

До двох чи більше рас належало 0,0 %. Частка іспаномовних становила 0,0 % від усіх жителів.
За віковим діапазоном населення розподілялося таким чином: 21,3 % — особи молодші 18 років, 70,2 % — особи у віці 18—64 років, 8,5 % — особи у віці 65 років та старші. Медіана віку мешканця становила 42,8 року. На 100 осіб жіночої статі у місті припадало 104,3 чоловіків;  на 100 жінок у віці від 18 років та старших — 105,6 чоловіків також старших 18 років.
За межею бідності перебувало 15,9 % осіб, у тому числі 7,1 % дітей у віці до 18 років та 0,0 % осіб у віці 65 років та старших.
Цивільне працевлаштоване населення становило 19 осіб. Основні галузі зайнятості: освіта, охорона здоров'я та соціальна допомога — 36,8 %, мистецтво, розваги та відпочинок — 15,8 %, оптова торгівля — 10,5 %, роздрібна торгівля — 10,5 %.